# Horstileanira vanderspoeli
Horstileanira vanderspoeli är en ringmaskart som beskrevs av Pettibone 1970. Horstileanira vanderspoeli ingår i släktet Horstileanira och familjen Sigalionidae. Inga underarter finns listade i Catalogue of Life.